# Halterofilismo nos Jogos Olímpicos de Verão da Juventude de 2014 - Mais de 63 kg feminino
As provas de halterofilismo na categoria acima de 63 kg para moças nos Jogos Olímpicos de Verão da Juventude de 2014 decorreram a 22 de agosto de 2014 no Centro Internacional de Exposições de Nanquim, na China. A tailandesa Duanganksorn Chaidee conquistou a medalha de ouro, Svetlana Shcherbakova, da Rússia, ficou com a prata, e Tatyana Kapustina, do Cazaquistão, ganhou o bronze.

## Medalhistas
| Ouro   | THA Duanganksorn Chaidee  |
| Prata  | RUS Svetlana Shcherbakova |
| Bronze | KAZ Tatyana Kapustina     |

## Resultados
| Pos.              | Nome                      | Peso corporal | Arranque (kg) | Arranque (kg) | Arranque (kg) | Arranque (kg) | Arremesso (kg) | Arremesso (kg) | Arremesso (kg) | Arremesso (kg) | Total (kg) |
| Pos.              | Nome                      | Peso corporal | 1             | 2             | 3             | Res.          | 1              | 2              | 3              | Res.           | Total (kg) |
| ----------------- | ------------------------- | ------------- | ------------- | ------------- | ------------- | ------------- | -------------- | -------------- | -------------- | -------------- | ---------- |
| Medalha de ouro   | THA Duangaksorn Chaidee   | 106,14        | 98            | 102           | 106           | 106           | 130            | 135            | 138            | 138            | 244        |
| Medalha de prata  | RUS Svetlana Shcherbakova | 69,28         | 96            | 100           | 103           | 103           | 121            | 125            | 133            | 125            | 228        |
| Medalha de bronze | KAZ Tatyana Kapustina     | 84,08         | 98            | 102           | 105           | 105           | 120            | 120            | 123            | 123            | 228        |
| 4                 | ECU Lisseth Ayoví         | 118,59        | 95            | 100           | 104           | 100           | 120            | 125            | 129            | 125            | 225        |
| 5                 | COL Yeinny Geles          | 74,31         | 93            | 97            | 100           | 97            | 117            | 125            | 128            | 117            | 214        |
| 6                 | POL Kinga Kaczmarczyk     | 78,05         | 85            | 90            | 94            | 94            | 105            | 110            | 114            | 110            | 204        |
| 7                 | USA Deirdre Lenzsch       | 86,09         | 86            | 90            | 94            | 90            | 105            | 110            | 115            | 110            | 200        |
| 8                 | VIE Nguyễn Thị Vạn        | 69,67         | 82            | 86            | 86            | 86            | 108            | 111            | 111            | 111            | 197        |
| 9                 | UZB Kamila Abdullaeva     | 72,69         | 85            | 88            | 88            | 88            | 103            | 107            | 112            | 107            | 195        |
| 10                | CHI Lenka Rojas           | 76,29         | 72            | 78            | 78            | 78            | 90             | 96             | 100            | 96             | 174        |
| 11                | SOL Arina Kalibiu Arina   | 71,24         | 60            | 65            | 71            | 71            | 80             | 85             | 85             | 95             | 156        |
| 12                | HUN Boglárka Molnár       | 76,96         | 71            | 75            | 75            | 71            | ---            | ---            | ---            | ---            | ---        |